# USS Bittern (AM-36)
USS Bittern (AM-36) – trałowiec typu Lapwing służący w United States Navy w okresie I wojny światowej i II wojny światowej.
Okręt został zwodowany 15 lutego 1919 w stoczni Alabama Dry Dock and Shipbuilding Co. w Mobile, matką chrzestną była C. R. Doll. Jednostka weszła do służby 28 maja 1919, pierwszym dowódcą został Lieutenant W. P. Bachmann.
Oczyszczał morza z min z okresu I wojny światowej, później był jednostką pomocniczą. Brał udział w działaniach II wojny światowej. Pośrednie uszkodzenia odniesione podczas japońskiego nalotu na bazę marynarki wojennej (Cavite, Filipiny) 10 grudnia 1941 doprowadziły do jego samozatopienia.